# Naboidea
Naboidea – nadrodzina pluskwiaków z podrzędu różnoskrzydłych i infrarzędu Cimicomorpha.
Schuh i Štys zaliczyli tu w 1991 dwie rodziny:
- Medocostidae
- Nabidae Costa, 1852 – zażartkowate

Taką systematykę podają także True Bugs of the World i Paraneoptera Species File.
Wyniki morfologicznych i molekularnych badań filogenetycznych opublikowane przez Schuha i innych w 2009 wskazują na monofiletyzm kladu obejmującego obok wymienionych rodzin także Joppeicidae i jego pozycję siostrzaną względem Cimicoidea. Badania molekularne nie objęły Velocipedidae, które przez Kerzhnera i Cobbena były wręcz umieszczane wewnątrz zażartkowatych, natomiast jedna z przeprowadzonych analiz morfologicznych umieszcza klad Velocipedidae+Curaliidae w obrębie Nabidae sensu lato.